# NGC 7838
NGC 7838 (również PGC 525) – galaktyka spiralna (S?), znajdująca się w gwiazdozbiorze Ryb. Odkrył ją Albert Marth 29 listopada 1864 roku. Oddziałuje grawitacyjnie z sąsiednią NGC 7837, obie te galaktyki stanowią obiekt Arp 246 w Atlasie Osobliwych Galaktyk.